# Pałac w Krzeczynie Wielkim
Pałac w Krzeczynie Wielkim – zabytkowy pałac w Krzeczynie Wielkim – wsi  w Polsce, w województwie dolnośląskim, w powiecie lubińskim, w gminie Lubin.

## Historia
Eklektyczny pałac wybudowany w XVII w., przebudowany w latach 1866–1872, dwupiętrowy o złożonej bryle z wykorzystaniem murów pałacu barokowego. Obiekt jest częścią zespołu pałacowego, w skład którego wchodzą jeszcze: park, oficyna, oficyna gospodarcza, obora.